# Ljudmila Ninovová
Ljudmila Ninovová (bulharsky Людмила Нинова; * 25. června 1960, Kula) je bývalá bulharská atletka, která od roku 1991 reprezentovala Rakousko. Její hlavní disciplínou byl především skok daleký, věnovala se také trojskoku.

## Kariéra
První výrazné úspěchy na mezinárodní scéně zaznamenala v roce 1986, když shodně obsadila pátá místa na halovém ME v Madridu a na evropském šampionátu ve Stuttgartu. O rok později získala na světové letní univerziádě v Záhřebu stříbrnou medaili. Na druhém ročníku MS v atletice 1987 v Římě postoupila do finále, v němž obsadila výkonem 650 cm 9. místo.
Po změně státního občanství začíná od roku 1991 reprezentovat Rakousko, za které později získá své největší úspěchy. Na třetím halovém MS ve španělské Seville však končí ve finále na posledním, třináctém místě. Na světovém šampionátu v Tokiu skončila sedmá.

### Halové ME 1992
V roce 1992 vybojovala na halovém ME v italském Janově výkonem 660 cm bronzovou medaili ve skoku dalekém. O medaili usilovala také v trojskoku, který se tehdy na halovém evropském šampionátu konal teprve podruhé v historii. Její nejdelší finálový výkon, jehož hodnota byla 13,67 m je dodnes rakouským rekordem. Na medaili však tento výkon nestačil, Ninovová obsadila 5. místo. O příčku výše skončila Šárka Kašpárková a bronz brala za 13,75 m Němka Helga Radtkeová.

### Ostatní úspěchy
V roce 1994 znovu vybojovala medaili na halovém ME, které se konalo v pařížské hale Palais omnisports. Výkonem 678 cm vylepšila hodnotu národního rekordu a získala stříbrnou medaili. Halovou mistryní Evropy se stala Němka Heike Drechslerová, které k vítězství stačil každý z jejich pěti platných pokusů, přičemž nejdelší měřil 706 centimetrů.
Dvakrát reprezentovala na letních olympijských hrách. Poprvé se zúčastnila olympiády v Barceloně v roce 1992, kde jen těsně nepostoupila z kvalifikace, když skončila na celkovém třináctém, prvním nepostupovém místě. O čtyři roky později na olympijských hrách v Atlantě v kvalifikaci nezaznamenala platný pokus. K postupu do finále nakonec tehdy stačilo skočit 658 cm.
Zúčastnila se také světového šampionátu v Göteborgu v roce 1995 a MS v atletice 1997 v Athénách, kde se ji rovněž nepodařilo postoupit z kvalifikace.

### Osobní rekordy
- hala – 681 cm – 14. února 1996, Moskva
- venku – 709 cm – 5. června 1994, Sevilla